# The Wendy Barrie Show

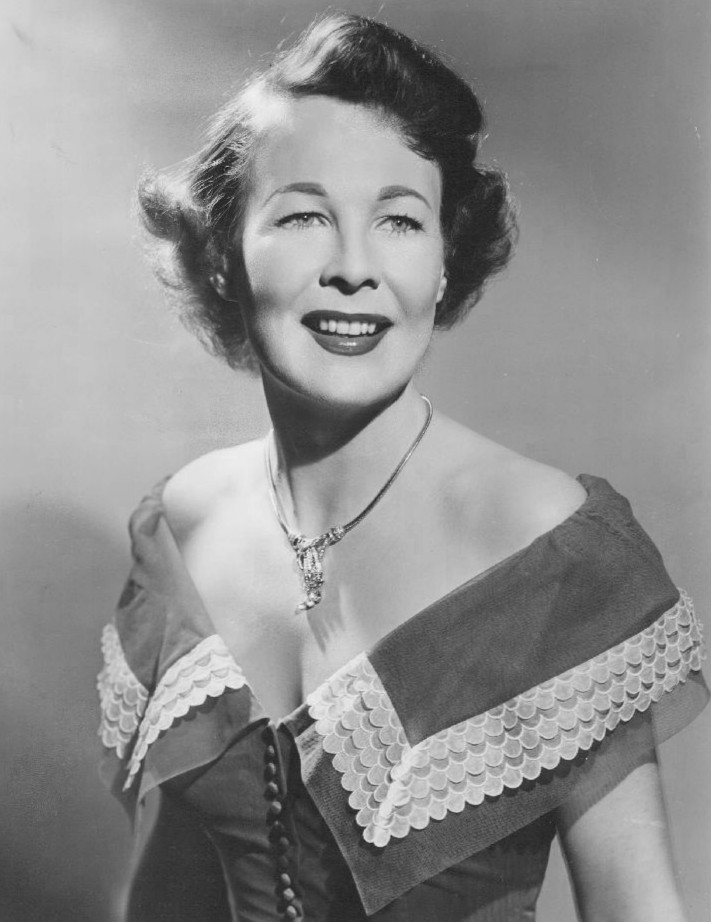
Foto de la actriz Wendy Barrie, de su programa "talk show" The Wendy Barrie Show.

The Wendy Barrie Show era un programa de televisión estadounidense emitido desde 1948 hasta 1950. Es destacado por ser uno de los primeros ejemplos del género de los talk-shows o programas de conversación, y fue emitido (separadamente) por ABC, DuMont y NBC. En aquellos tiempos era común que los programas cambiaran de cadena constantemente.
El programa era presentado por Wendy Barrie, una actriz de cine y televisión que protagonizó cerca de cuarenta películas. El programa comenzó como una comedia titulada Inside Photoplay, pero luego cambió de formato y pasó a ser un programa de conversación. El programa también fue conocido como Photoplay Time (desde septiembre hasta diciembre de 1949) y Through Wendy's Window (desde agosto hasta septiembre de 1950). El último episodio fue emitido el 27 de septiembre de 1950.